# Zuivelfabriek Sint Jozef
De Zuivelfabriek Sint-Jozef was een kleinschalige Belgische zuivelfabriek in Neeroeteren. De vereniging werd opgericht in 1926 als coöperatie door de lokale landbouwers. Heden is het een kleine melkerij in een land en sector waar decennialang een fusiegolf woedde. In juli 2012 werd alle activiteit gestaakt.
Tien werknemers verwerkten er jaarlijks 10 miljoen liter melk van 30 melkveehouders; deze laatsten haalden elk een gemiddelde dat vergelijkbaar was met hun collega's uit de grotere coöperaties. In de beginperiode bediende de Zuivelfabriek Sint Jozef tot 700 landbouwers. Het aantal deelnemers daalde gestaag, de gemiddelden bleven stijgen. Schaalvergroting in de landbouw en melkquota liggen aan de basis van dit fenomeen. Bij de sluiting werkten amper nog dertig landbouwers mee.

## Mozzarella
Het bedrijf was gevestigd aan de Maaseikerlaan in Neeroeteren en verwerkte er de melk van de veehouders tot allerlei producten op basis van room, naast volle melk en mozzarella. Sint-Jozef was trouwens het eerste bedrijf in België dat buffelmelk verwerkte tot mozzarella. De afgewerkte producten gingen via de groothandel naar de provincies Limburg, West-Vlaanderen, Namen en Luik. Hun klantenbestand bestond uit bakkers, ijssalons, restaurants en de modale gebruiker.